# Abelopsocus truganiniae
Abelopsocus truganiniae là một loài rệp sáp bản địa của Tasmania, Úc được phát hiện năm 2008.